# 장흥 보림사 보조선사탑비
장흥 보림사 보조선사탑비(長興 寶林寺 普照禪師塔碑)는 전라남도 장흥군 보림사에 있는, 남북국 시대 신라의 비석이다. 1963년 1월 21일 대한민국의 보물 제158호로 지정되었다.

## 개요
비(碑)는 어떤 일의 자취를 후세에 오래도록 남기기 위해 나무·동·쇠붙이 따위에 글을 새겨 놓은 것이다.
이 비는 보조선사 비로 신라 헌강왕 10년(884년)에 만들어진 것이다. 비문은 선의 경지와 보조국사의 행적, 창건 연기설화 등을 적고 있다. 김영(金領)이 글을 지었고 글씨는 7행의 선(禪)자까지는 김원이 해서체로, 그 이하는 김언경(김수종)이 행서체로 썼다. 보조선사 체징(體澄)은 헌강왕 6년(880년)에 77세로 입적하였다. 그 후 헌강왕 9년(883년)에 왕이 시호를 보조(普照), 탑의 이름을 창성(彰聖)이라 내렸다.
이 탑비의 모습을 보면 거북받침대좌는 용의 머리처럼 표현하였고, 목은 꼿꼿하게 세웠으며, 등에는 6각의 거북등 모양으로 장식하였다. 비의 받침 주위로 구름무늬와 당초무늬를 새겼다. 지붕덮개돌에도 연꽃잎무늬와 구름무늬를 가는 선으로 새겼는데, 형식적이다. 그러나 각 부분이 완전히 남아 있을 뿐만 아니라 규모 또한 커 당시 석비(石碑)의 대표작이라고 할 수 있다. 비의 총 높이는 3.46m이다.

## 같이 보기
- 체징
- 보림사

## 참고 자료
- 장흥 보림사 보조선사탑비 - 국가유산청 국가유산포털